# 岩崎・粟野バイパス
岩崎・粟野バイパス（いわさき・あわの-）は岐阜県岐阜市岩崎から岐阜市粟野までの国道256号のバイパス。岐阜都市計画道路岐阜駅高富線の一部。佐賀・粟野バイパスと直結している。

## 背景
国道256号線旧道（高富街道）の慢性的渋滞を解消するため、岐阜市北部から山県市の幹線道路として整備された。同バイパスの開通前は特に高富街道の三田洞山崎交差点（山県市方面行き）、岩崎1丁目交差点（岐阜駅方面行き）付近が著しく渋滞した。岐阜市から山県市への交通手段にはかつて名鉄高富線があったが、1960年に廃止され、その後の岐阜市郊外の人口増加でバス路線である高富街道の輸送量の負担が重くなっていた。

## 事業期間
1990年度～2001年度

## 区間
- 始点：岐阜市岩崎1丁目交差点
- 終点：岐阜市粟野西3丁目交差点

## 周辺
- 鳥羽川
- 岐阜市立岩野田小学校

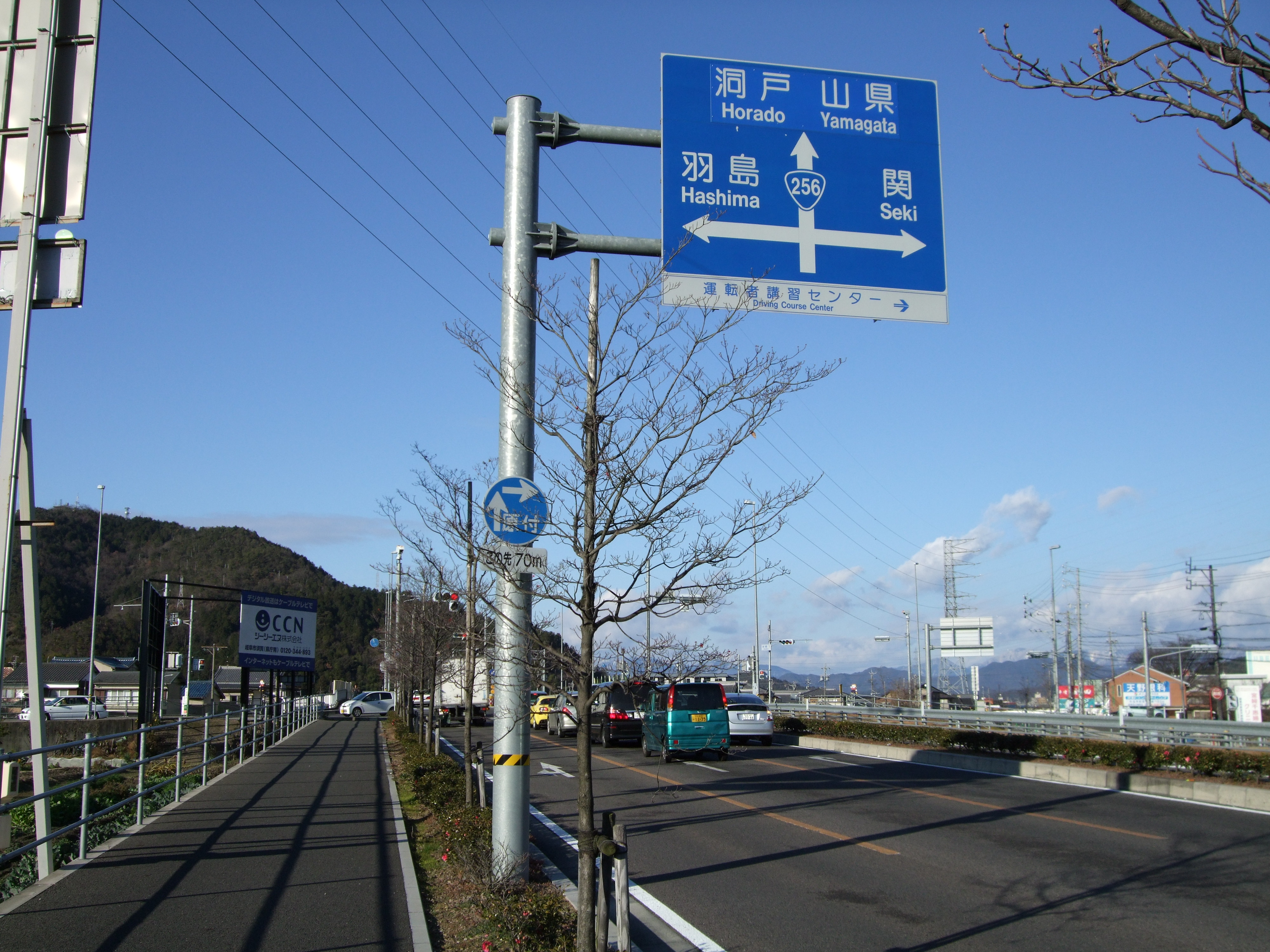
バイパスの起点 岩崎1丁目交差点
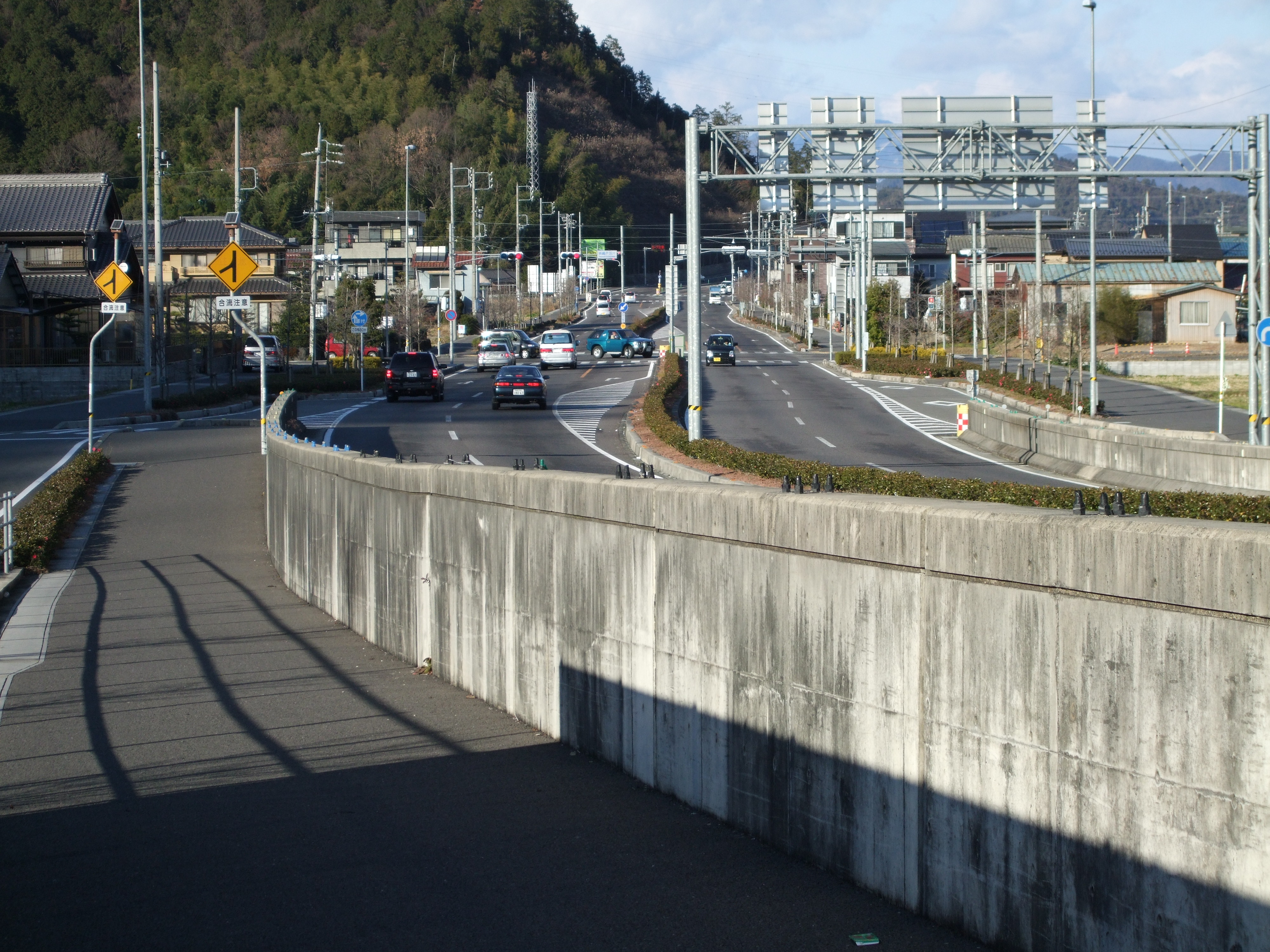
岩崎1丁目交差点付近から山県市方向
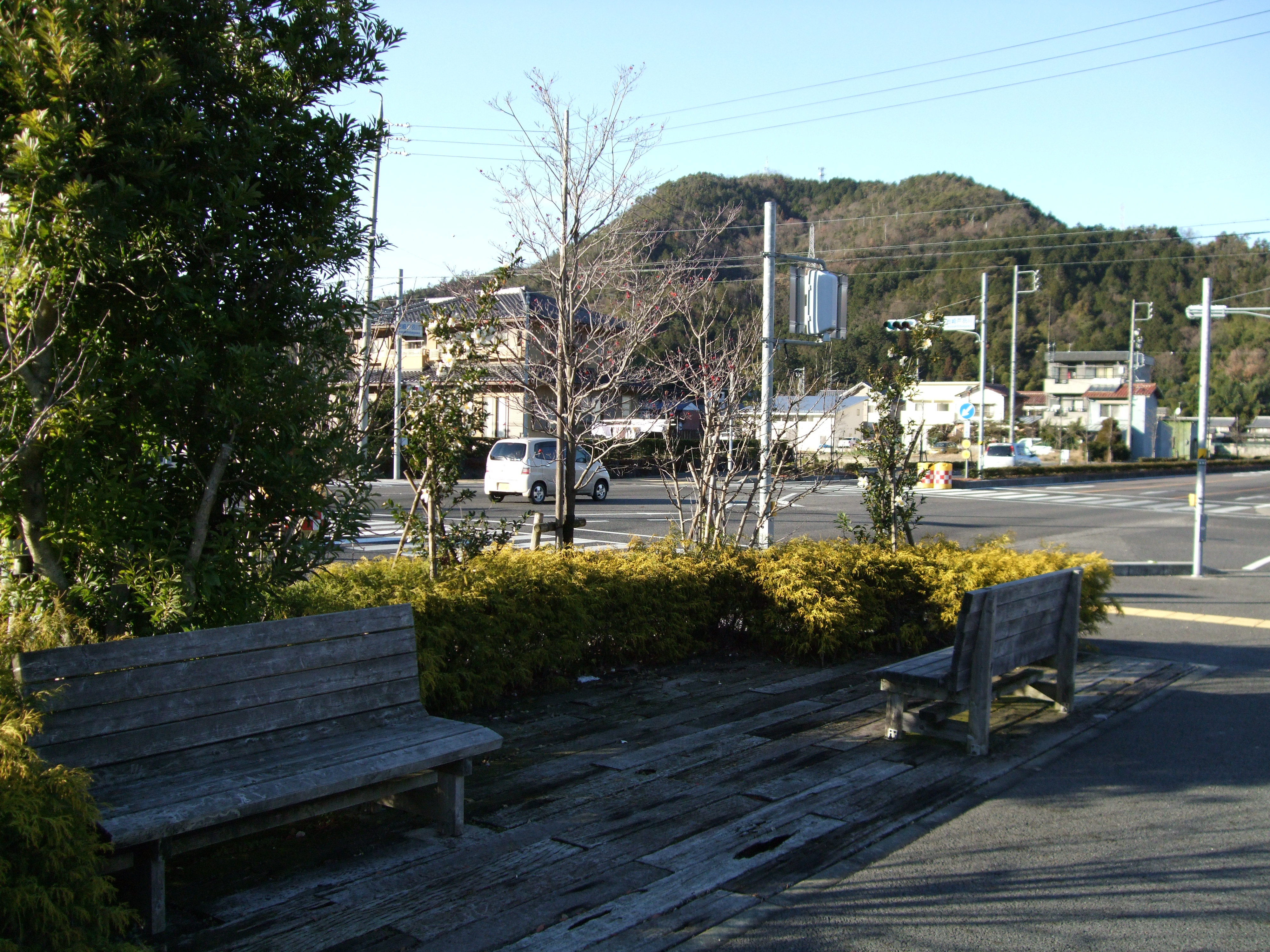
歩道に設置されたベンチ 岩崎戸羽川交差点